# Гур'євський округ (Кемеровська область)
Гу́р'євський округ (рос. Гурьевський округ) — муніципальний округ Кемеровської області Російської Федерації.
Адміністративний центр — місто Гур'євськ.

## Історія
19 січня 1935 року із частини Біловського району утворено Гур'євский район у складі Західно-Сибірського краю. 28 вересня 1937 року район увійшов до складу Новосибірської області, 26 січня 1943 року — Кемеровської області. 1946 року Гур'євськ отримав статус обласного міста, Гур'євська міська рада виведена зі складу району. 4 червня 1963 року район ліквідовано, територію приєднано до складу Біловського району, однак у січні 1987 року район був відновлений, при цьому до його складу увійшла Старобачатська селищна рада. Пізніше ця селищна рада була передана до складу Біловського району.
Станом на 2002 рік район поділявся на 8 сільських рад:
| Поселення                       | Площа, км² | Населення, осіб (2002) | К-ть НП | Населені пункти                                                                      |
| ------------------------------- | ---------- | ---------------------- | ------- | ------------------------------------------------------------------------------------ |
| Гур'євський район               |            |                        |         |                                                                                      |
| Горскінська сільська рада       | -          | 1330                   | 1       | село Горскіно                                                                        |
| Касьмінська сільська рада       | -          | 254                    | 1       | селище Тайгинський Ліспромхоз                                                        |
| Малосалаїрська сільська рада    | -          | 1842                   | 2       | села Кулебакіно, Мала Салаїрка                                                       |
| Новопестерьовська сільська рада | -          | 1398                   | 4       | села Новопестерьово, Печеркино, присілки Дегтяревка, Мостова                         |
| Роздольна сільська рада         | -          | 1868                   | 4       | селища 20 км, Лісний, Роздольний, присілок Шанда                                     |
| Сосновська сільська рада        | -          | 2176                   | 6       | село Кочкуровка, селища Зарічний, Понтряжка, Сосновка, присілки Каменушка, Чуваш-Пай |
| Ур-Бедарівська сільська рада    | -          | 638                    | 3       | село Ур-Бедарі, присілки Саратовка, Усть-Канда                                       |
| Урська сільська рада            | -          | 2551                   | 6       | село Дмитрієвка, селища Апрелька, Зоря, Урськ, присілки Масліха, Підкопенна          |
| Гур'євська міська рада          |            |                        |         |                                                                                      |
| Гур'євська міська рада          | -          | 27381                  | 1       | місто Гур'євськ                                                                      |
| Салаїрська міська рада          | -          | 9709                   | 3       | місто Салаїр, селища Гавриловка, Салаїрський дом Отдиха                              |

2004 року Гур'євський район та Гур'євська міська рада були об'єднані в Гур'євський муніципальний район, сільські та міські ради перетворено в сільські та міські поселення відповідно. 2019 року район перетворено в муніципальний округ, при цьому були ліквідовані усі міські та сільські поселення:
| Поселення                            | Площа, км² | Населення, осіб (2010) | Населення, осіб (2019) | К-ть НП | Населені пункти                                                                                     |
| ------------------------------------ | ---------- | ---------------------- | ---------------------- | ------- | --------------------------------------------------------------------------------------------------- |
| Гур'євське міське поселення          | -          | 24817                  | 22569                  | 1       | місто Гур'євськ                                                                                     |
| Салаїрське міське поселення          | -          | 8449                   | 7505                   | 5       | місто Салаїр, селища Гавриловка, Салаїрський Дом Отдиха                                             |
| Горскінське сільське поселення       | -          | 1174                   | 996                    | 1       | село Горскіно                                                                                       |
| Малосалаїрське сільське поселення    | -          | 1336                   | 1182                   | 1       | село Мала Салаїрка                                                                                  |
| Новопестерьовське сільське поселення | -          | 1405                   | 1268                   | 4       | села Новопестерьово, Печеркино, присілки Дегтяревка, Мостова                                        |
| Роздольне сільське поселення         | -          | 1719                   | 1476                   | 4       | селища 20 км, Лісний, Роздольний, присілок Шанда                                                    |
| Сосновське сільське поселення        | -          | 1743                   | 1530                   | 6       | село Кочкуровка, селища Зарічний, Понтряжка, Сосновка, присілки Каменушка, Чуваш-Пай                |
| Ур-Бедарівське сільське поселення    | -          | 914                    | 766                    | 4       | села Кулебакіно, Ур-Бедарі, присілки Саратовка, Усть-Канда                                          |
| Урське сільське поселення            | -          | 2326                   | 1979                   | 7       | село Дмитрієвка, селища Апрелька, Зоря, Тайгинський Ліспромхоз, Урськ, присілки Масліха, Підкопенна |

## Населення
Населення — 26589 осіб (2019; 43883 в 2010, 12057 у Гур'євському районі та 37090 у Гур'євській міській раді у 2002).

## Населені пункти
| №  | Населений пункт                | Населення, осіб (2002) | Населення, осіб (2010) |
| -- | ------------------------------ | ---------------------- | ---------------------- |
| 1  | 20 км, селище                  | 60                     | 45                     |
| 2  | Апрелька, селище               | 95                     | 52                     |
| 3  | Гавриловка, селище             | 84                     | 64                     |
| 4  | Горскіно, село                 | 1330                   | 1174                   |
| 5  | Гур'євськ, місто               | 27381                  | 24817                  |
| 6  | Дегтярьовка, присілок          | 63                     | 44                     |
| 7  | Дмитрієвка, село               | 234                    | 170                    |
| 8  | Зарічний, селище               | 178                    | 121                    |
| 9  | Зоря, селище                   | 64                     | 22                     |
| 10 | Каменушка, присілок            | 178                    | 36                     |
| 11 | Кочкуровка, село               | 141                    | 130                    |
| 12 | Кулебакіно, село               | 372                    | 365                    |
| 13 | Лісний, селище                 | 299                    | 283                    |
| 14 | Мала Салаїрка, село            | 1470                   | 1336                   |
| 15 | Масліха, присілок              | 166                    | 122                    |
| 16 | Мостова, присілок              | 159                    | 139                    |
| 17 | Новопестерьово, село           | 1032                   | 1056                   |
| 18 | Печоркіно, село                | 144                    | 166                    |
| 19 | Підкопенна, присілок           | 151                    | 119                    |
| 20 | Понтряжка, селище              | 66                     | 39                     |
| 21 | Роздольний, селище             | 1297                   | 1193                   |
| 22 | Салаїр, місто                  | 9472                   | 8262                   |
| 23 | Салаїрський Дом Отдиха, селище | 153                    | 123                    |
| 24 | Саратовка, присілок            | 65                     | 7                      |
| 25 | Сосновка, селище               | 1300                   | 1154                   |
| 26 | Тайгинський Ліспромхоз, селище | 254                    | 176                    |
| 27 | Ур-Бедарі, село                | 471                    | 443                    |
| 28 | Урськ, селище                  | 1841                   | 1665                   |
| 29 | Усть-Канда, присілок           | 102                    | 99                     |
| 30 | Чуваш-Пай, присілок            | 313                    | 263                    |
| 31 | Шанда, присілок                | 212                    | 198                    |